# Ω-ヒドロキシデカン酸デヒドロゲナーゼ
ω-ヒドロキシデカン酸デヒドロゲナーゼ（ω-hydroxydecanoate dehydrogenase）は、次の化学反応を触媒する酸化還元酵素である。
10-ヒドロキシデカン酸 + NAD+ {\displaystyle \rightleftharpoons } 10-オキソデカン酸 + NADH + H+
反応式の通り、この酵素の基質は10-ヒドロキシデカン酸とNAD+、生成物は10-オキソデカン酸とNADHとH+である。
組織名は10-hydroxydecanoate:NAD+ 10-oxidoreductaseである。